# Srđan Mrvaljević
Srđan Mrvaljević, (* 16. května 1984 v Bělehradě, Jugoslávie) je černohorský zápasník – judista, který během své sportovní kariéry reprezentoval tři státní útvary.

## Sportovní kariéra
S judem začínal v útlém dětství v Bělehradě v klubu Rakovica pod vedením svého otce Srećka. V juniorském věku patřil k oporám jugoslávské reprezentace, která v tomto období procházela politickými změnami. Se vznikem Srbska a Černé Hory a osamostatněním Černé Hory v roce 2006 se přesunul do Nikšiće, kde se dál připravoval pod vedením svého otce jako reprezentant Černé Hory. V roce 2008 dosáhl na evropskou kvalifikační kvótu pro účast na olympijských hrách v Pekingu. Měl štěstí na los, probojoval se do čtvrtfinále, ve kterém nestačil na jednoho z favoritů Nizozemce Guillaume Elmonta.
Na konci roku 2009 byl z pozice reprezentačního trenéra odvolán jeho otec Srećko. Nového reprezentačního trenéra, jmenovce Rajka Mrvaljeviće však s otcem několik měsíců neakceptovali. Pomohla až osobnost Dragomira Bečanoviće. V roce 2011 pod vedením nového reprezentačního trenéra Rajka Mrvaljeviće dosáhl největšího úspěchu, stříbrné medaile z mistrovství světa v Paříži. V roce 2012 se přímo kvalifikoval na olympijské hry v Londýně, kde vypadl ve druhém kole na výborně takticky připraveném Kanaďanu Antonie Valois-Fortierovi.
V roce 2013 se dostal opět do konfliktu s trenérem Rajkem Mrvaljevićem po vyhraném turnaji středozemních her, které černohorská bulvární média s ochotou komentovala. Výsledkem tohoto sporu byla jeho neúčast na mistrovství světa v Riu, ze kterého se oficiálně omluvil kvůli zdravotním důvodů. V dalších letech se spor s reprezentačním trenérem urovnal, ale výsledky z roku 2011 se neopakovaly. V roce 2016 mu chyběly body pro přímou kvalifikaci na olympijské hry v Riu a nedosáhl ani na evropskou kontinentální kvótu v polostřední váze. V červenci mu však přišla pozvánka od tripartitní komise pro start na olympijských hrách v Riu jako zástupce malého státu. Na olympijských hrách v Riu se však neprezentoval zlepšeným výkonem a vypadl v prvním kole s Moldavanem Valeriu Duminicou na dvě yuka.

### Vítězství
- 2011 – 2x světový pohár (Budapešť, Puerto la Cruz)
- 2014 – 1x světový pohár (Praha)
- 2015 – 2x světový pohár (Tchaj-wan, Port Louis)

## Výsledky
| Olympijské hry     |    |     |     | —   |   |     |     | úč. |    |     |     | úč. |    |     |     | úč. |  |  |  |  |  |  |  |  |  |  |
| Mistrovství světa  | —  |     | úč. |     | — |     | úč. |     | 5. | úč. | 2.  |     | —  | úč. | úč. |     |  |  |  |  |  |  |  |  |  |  |
| Evropské hry       |    |     |     |     |   |     |     |     |    |     |     |     |    |     | úč. |     |  |  |  |  |  |  |  |  |  |  |
| Mistrovství Evropy | —  | —   | úč. | úč. | — | úč. | úč. | úč. | —  | —   | úč. | —   | 7. | úč. | úč. | úč. |  |  |  |  |  |  |  |  |  |  |
| ME do 23 let       |    |     | —   | —   | — | 2.  |     |     |    |     |     |     |    |     |     |     |  |  |  |  |  |  |  |  |  |  |
| MS juniorů         |    | úč. |     |     |   |     |     |     |    |     |     |     |    |     |     |     |  |  |  |  |  |  |  |  |  |  |
| ME juniorů         | 7. | 3.  | 1.  |     |   |     |     |     |    |     |     |     |    |     |     |     |  |  |  |  |  |  |  |  |  |  |